# Charles-Eugène-Ladislas-Louis Pellion
Charles-Eugène-Ladislas-Louis Pellion, francoski general, * 1883, † 1964.